# Светлячок и росинка
«Светлячок и росинка» — мультипликационный фильм по мотивам сказки Максима Танка, выпущенный в 1978 году киностудией Беларусьфильм.

## Сюжет
У светлячка было очень важное дело: каждый вечер он развешивал огоньки по всему лесу и зажигал звезды на небе, чтобы никто не заблудился, И вот однажды он увидел особый огонек в капельке росы… Вот тут и началась настоящая дружба.

## Создатели
| Автор сценария и режиссёр | Юрий Бутырин |
| Художник-постановщик      | Владимир Тарасов |
| Оператор                  | Юрий Мильтнер |
| Композитор                | Леонид Захлевный |
| Звукооператор             | Сендэр Шухман |
| Песню исполняют           | Регина Домбровская, Сергей Иванов |
| Художники-мультипликаторы | Жанна Корякина, Александр Горулев, Наталья Прохорова, Андрей Стасюлевич, Валерий Козлов, Валерий Чайчук, Валентин Хожовец, Леонид Безручко, Ирина Кодюкова, Татьяна Евменова, Людмила Карабань |
| Ассистент режиссёра       | Л. Лукашенко |
| Ассистент художника       | Е. Галкина |
| Монтажёр                  | И. Волкова |
| Редактор                  | Олег Белоусов |
| Директор картины          | Леонарда Зубенко |

## Музыка
В мультфильме звучит песня «Светлячок и росинка».